# エマックス・クルメ
レイリア久留米、または西鉄久留米駅ビルとは、福岡県久留米市東町の西鉄天神大牟田線西鉄久留米駅内にある駅ビルである。
1969年（昭和44年）3月1日、西鉄大牟田線（現：天神大牟田線）の櫛原 - 西鉄久留米間の高架化により完成した西鉄久留米駅の駅ビル内に「久留米西鉄名店街」として開業。1983年（昭和58年）4月に全面改装して専門店街の屋号・総称を「エマックス・クルメ」に変更した。
2022年9月末よりリニューアル工事に入り、2024年9月の改装完了後の2024年10月12日に商業施設名を「レイリア久留米（RAIRIA Kurume）」に変更した。。「レイリア」の施設名を冠するのは、2019年4月に大橋西鉄名店街がリニューアルして開業した「レイリア大橋」に次いで2例目となる。

## 施設概要
- 地上6階建
- 開業　1969年（昭和44年）3月1日

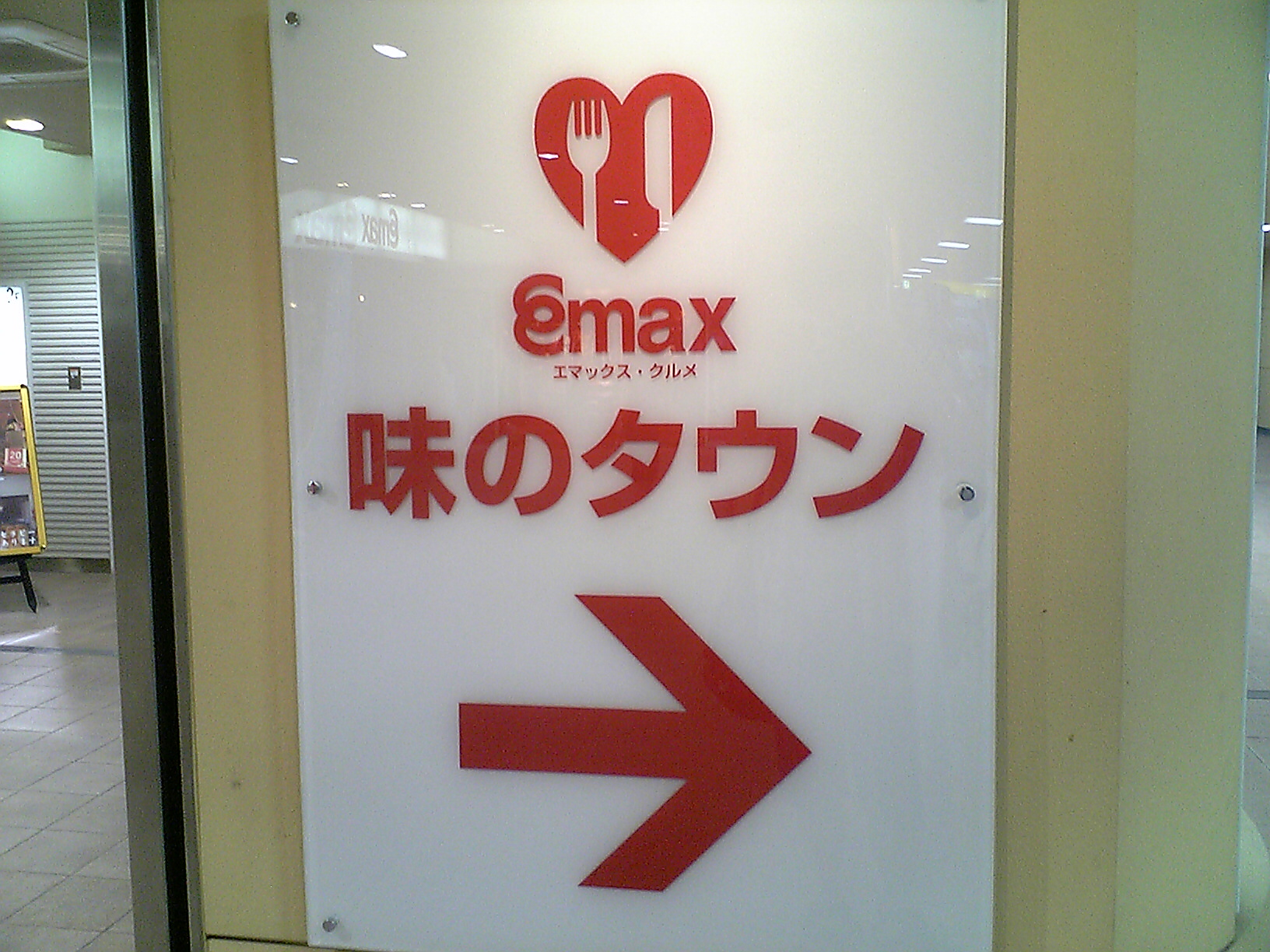
エマックス・クルメのロゴが入った案内表示
（西鉄久留米駅コンコース）

- 管理会社　西日本鉄道株式会社都市開発事業本部 SC事業部

（旧管理会社の西鉄天神ソラリアは2006年5月1日に親会社の西日本鉄道との簡易合併により解散。）

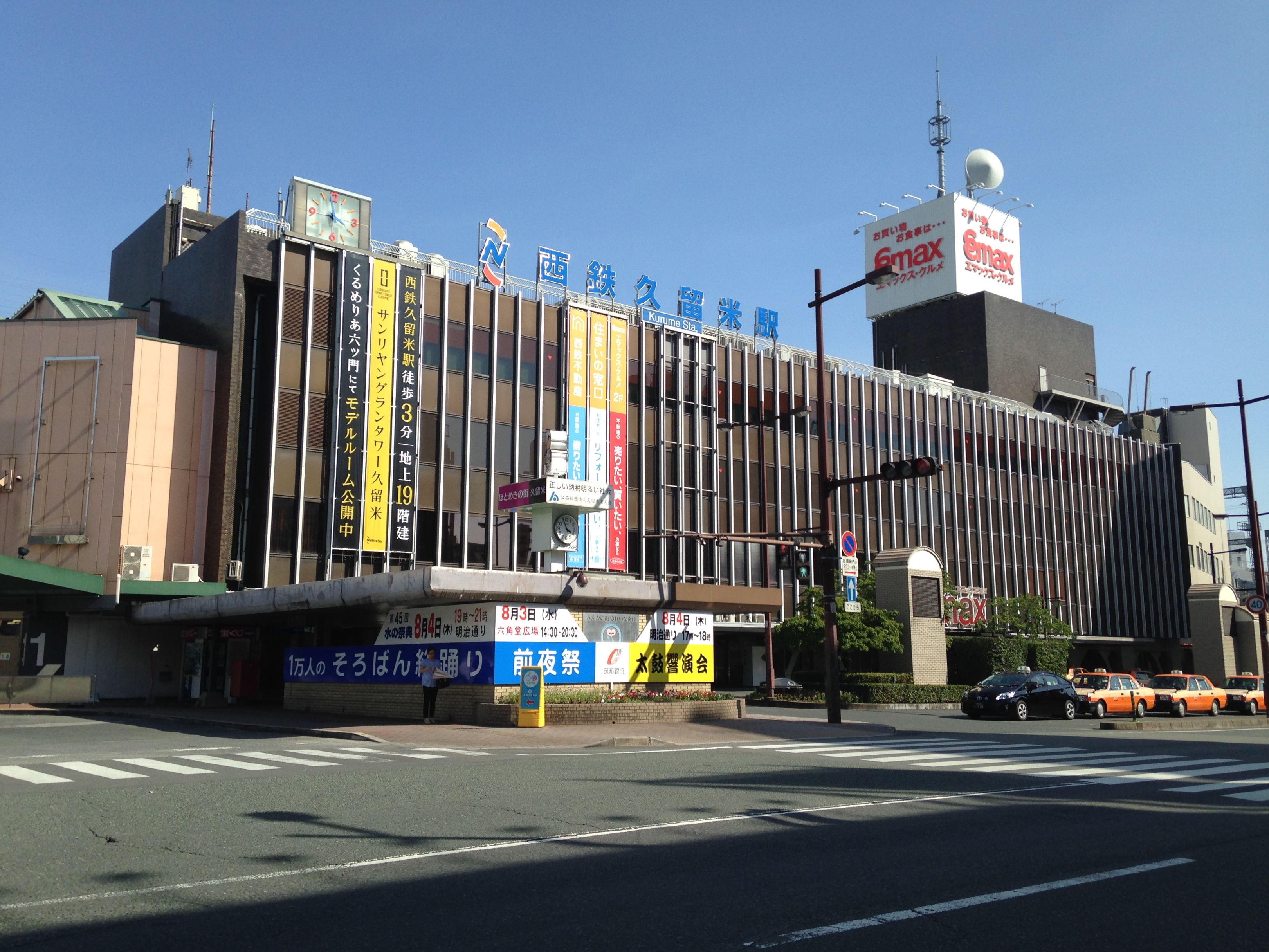
エマックス・クルメ時代の西鉄久留米駅駅舎

## フロアガイド
4階
- ブックセンタークエスト（書籍、文具、CD、DVD）

3階
- インキューブ
- つきみ医院
- シティコンタクト
- 補聴器専門店 ブルーム

改札エリア（2階）
- 西鉄久留米駅改札口
- 定期券販売所
- 久留米市観光案内所
- ATM
- ローソン
- お酒の美術館
- 保険見直し本舗
- チャレンジショップ区画「ku.ru.to」
- スターバックスコーヒー
- カフェ ティ

専門店街（2階）
- Green Parks topic
- ワッツ
- オーイシ
- カラダファクトリー
- ココカラファイン
- ELVENCE DEUX
- お世話や
- Bleu Bleuet
- OWNDAYS
- ABC-MART
- アフラック

くるめキッチン（2階）
- タリーズコーヒー
- おみき茶屋
- 甘太郎

フードコート（2階）
- 久留米ラーメン清陽軒
- すたん堂
- ディッパーダン

飲食・食物販エリア（1階）
- レガネット久留米タミー
- マクドナルド
- 定食屋百菜 旬
- ジュピターコーヒー
- 千鳥屋本家
- ステラおばさんのクッキー
- ユーハイム
- 隆勝堂・TOKI-TAMA
- かつきや
- ポッポおじさんの大分からあげ
- サーティワンアイスクリーム
- 肉弁当 TOMY・いなりとみおか
- ガラージュ

バスセンターエリア（1階）
- 西鉄久留米バスセンター
- バス案内所
- おしゃれ工房
- 宝くじ売り場

くるめキッチン（1階バスセンターエリア）
- ミスタードーナツ
- Delica＆Bal Amenita
- かつ丼親子丼の光（あかり）
- 竹乃屋
- 博多やりうどん
- ヴィ・ド・フランス
- ゴンチャ
- 銀だこ
- 東京油組総本店
- スパゲッティーのパンチョ

## その他
- 2005年（平成17年）3月5日に2階のエマックス専門店街がリニューアルオープンした。
- 以前は西鉄新栄町駅に「エマックス・オオムタ」が存在していたが、2004年に閉店した。また飯塚バスセンターに「エマックス・イイヅカ」も存在していたが、こちらも1998年に閉店した。西鉄福岡駅（当時）においても、「エマックス・フクオカ」が天神ソラリア計画の一環によるソラリアプラザへの立て替えのため、1980年代には既に閉店している。2024年10月のレイリア久留米開業によって、1983年から41年間にわたったエマックスブランドは幕を下ろすことになる。
  - 「エマックス」は、西鉄グループの若者向け商業施設で、西鉄名店街の派生ブランドとなっている。ラインナップとしては、当館も含めて4ヶ所である。
- 施設全体でnimocaが使用可能である。